# Ternate (lud)
Ternate, także Tarnate (indonez. orang Ternate, suku Ternate) – indonezyjska grupa etniczna pochodząca z prowincji Moluki Północne, rdzenna ludność wyspy Ternate. Według danych szacunkowych z 2016 r. ich populacja wynosi 65 tys. osób. Żyją w rozproszeniu na obszarze całej wschodniej Indonezji. Należą do grupy ludów północnohalmaherskich.
Posługują się językiem ternate, a także lokalnym malajskim i narodowym językiem indonezyjskim. Są blisko spokrewnieni z ludnością Tidore, dzieląc z tą grupą związki historyczne, strukturę społeczną, a także wspólny rodowód językowy. Obie grupy zachowują jednak własną tożsamość etniczną. Na kulturę Ternate silniej wpłynęły kontakty z zachodnimi regionami archipelagu.
Z punktu widzenia antropologii fizycznej reprezentują typ indonezyjski. Zostali poddani wczesnej modernizacji, jako pierwsi na Molukach. Już przed przybyciem Europejczyków tworzyli złożone społeczeństwo, wykraczające poza organizację plemienną (jako nieliczni spośród ludów papuaskojęzycznych). O ile są językowo spokrewnieni z ludami papuaskimi z Nowej Gwinei, to badania genetyczne łączą tę grupę bliżej z ludami austronezyjskimi. Historycznie rywalizujące ze sobą sułtanaty Ternate i Tidore sprawowały kontrolę nad handlem goździkami, a ich wpływy sięgały wyspy Celebes (Sulawesi), Filipin i Nowej Gwinei.
Wyznają przede wszystkim islam w odmianie sunnickiej. Potomkowie małżeństw mieszanych z Portugalczykami (Ternato-Portugalczycy) są katolikami.
Za rdzenną ludność Ternate (orang Ternate asli) uważa się te osoby, których przodkowie byli związani z wyspą od pokoleń i dla których język ternate jest językiem ojczystym (w odróżnieniu od późniejszej ludności napływowej – pendatang). Serwis Joshua Project podaje, że połowa populacji tej grupy etnicznej zamieszkuje wyspę Ternate, natomiast pozostałą jej część stanowią migranci. Poza wyspą Ternate zamieszkują również Hiri oraz Talimau i Moari (w grupie wysp Kayoa). Według spisu ludności z 1930 roku duże skupiska ludu Ternate były obecne na wyspach Bacan i Obi oraz na zachodnim wybrzeżu Halmahery (i to one tworzyły większość całkowitej jego populacji). Wielu zamieszkuje prowincję Celebes Północny, gdzie osiedlili się kilkaset lat temu. Poza tym są rozproszeni w różnych zakątkach wschodniej Indonezji.

## Język i piśmiennictwo
Ich etniczny język (ternate) należy do grupy języków północnohalmaherskich (rodzina zachodniopapuaska), która to tworzy enklawę w obszarze zdominowanym przez języki austronezyjskie. Historycznie rozpowszechnił się w roli regionalnej lingua franca, obejmując zasięgiem północną część Moluków. Oprócz tego w użyciu jest język malajski, który współistniał z językiem ternate już za czasów Magellana (XVI wiek). Ludność wyspy wykształciła przedeuropejską tradycję literacką na bazie pisma arabskiego (XV w. lub wcześniej). W XX wieku dawna praktyka piśmiennicza zanikła, a do zapisu języka ternate zaczęto stosować alfabet łaciński.
Posługiwanie się językiem ternate jest jednym z wyznaczników ich tożsamości etnicznej. Tradycyjny język traci jednak na znaczeniu społecznym, zwłaszcza wśród młodszego pokolenia. Jest wypierany przez miejscowy wariant malajskiego, który stanowi główny język miasta Ternate, a także przez narodowy język indonezyjski, który jest stosowany w edukacji. Pod koniec lat 90. XX wieku zaobserwowano, że terytorium języka ternate skupia się na obszarach wiejskich wyspy, gdzie wówczas pozostawał w ograniczonym użyciu jako język etniczny (nie wszędzie był preferowanym środkiem komunikacji); w mieście Ternate przeważa natomiast malajski Moluków Północnych, który staje się językiem pierwszym. W regionie często bywa, że dzieci najpierw opanowują malajski, a swój język etniczny przyswajają dopiero w dalszej kolejności (w wieku 6–7 lat).
W niepodległej Indonezji najpewniej osłabiło się użycie języka ternate w charakterze lingua franca. Przez inne grupy etniczne (Tobelo, Sahu) ternate jest wykorzystywany jako język rytualny. Jego najbliższym krewnym jest sąsiedni język tidore.

## Historia

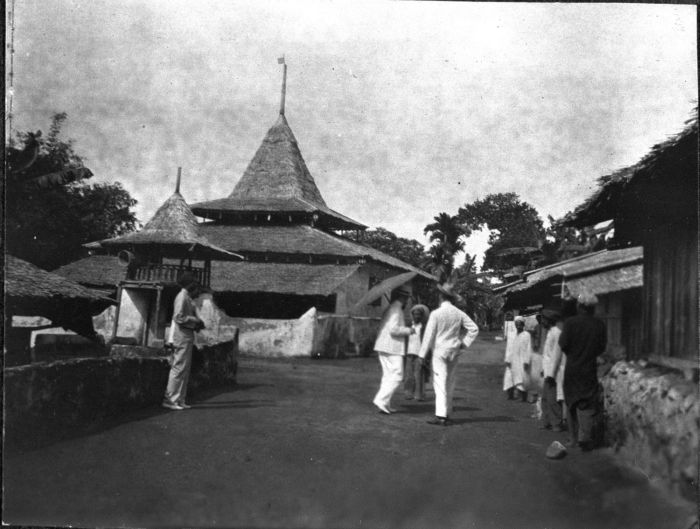
Meczet na wyspie Tidore lub Ternate

Taniec soya-soya

Zajmowali dominującą pozycję w Sułtanacie Ternate (XV–XX w.), który specjalizował się w handlu goździkami (Eugenia caryophyllata); północne Moluki były bowiem pierwotnym regionem występowania tej rośliny. Państwo początkowo nosiło nazwę Gapi, a z czasem przyjęło nazwę Ternate. Zainal Abidin (1486–1495?) był pierwszym władcą Ternate, który określił się mianem sułtana. Dziś terytorium państwa Ternate wchodzi w skład Republiki Indonezji, a instytucje sułtanatu zostały zredukowane do roli folkloru.
Uważa się, że do ok. 1250 r. wyspy Ternate i Tidore były niezamieszkane. Według lokalnej tradycji ludność Ternate przybyła z Jailolo na Halmaherze. W czasach przedislamskich społeczeństwo wyspy dzieliło się na kilka grup: Tubo, Tobana, Tobanga, Toboleu. W ramach tych grup istniały podgrupy rodowe (soa), na czele których stali kepala soa. Grupa kilku kepala soa tworzyła jednostkę, której przewodził momole. Po nadejściu islamu czterech przywódców momole stworzyło konfederację, której przewodził kolano („król”).
Ich dziedzictwo kulturowe czerpie z dorobku islamu i kultury zachodniej Indonezji oraz tradycji przedislamskich. Dawniej znajdowali się pod wpływem muzułmańskich Jawajczyków oraz Portugalczyków i Holendrów. Sami także wywarli szeroki wpływ polityczny, oddziałując na inne ludy północnohalmaherskie, jak np. Tobelo i Sahu. Ekspansja państwa Ternate obejmowała północną część Halmahery, wyspy na południe od Ternate oraz wschodnie wybrzeże wyspy Celebes. Mitologia Minahasa, jednej z grup etnicznych północnego Celebesu, wskazuje na historyczne związki między tym ludem a Ternate, co zaznaczyło się również na poziomie leksykalnym. Wraz z Tidore rozprzestrzeniali islam na wybrzeża Nowej Gwinei i inne obszary dzisiejszej wschodniej Indonezji. Byli zaangażowani w handel niewolnikami.
Wyznają islam w odmianie sunnickiej. Przyjęli islam jako pierwsi w archipelagu Moluków. Według różnych opinii i kryteriów islam dotarł na te tereny w VIII, XIII lub XV w., przy czym za prawdopodobny okres uchodzi w szczególności XV wiek. Równolegle z islamem występują elementy tradycyjnych wierzeń i praktyk (wiara w duchy, instytucja szamanów, kapliczki jako miejsca kultu – jere). Panuje wiara w różnego rodzaju niematerialne byty (duchy przodków – wonge, zjawy strzegące wiosek – doku, strażnicy – delike, duchy lasu – jin oraz niewidzialne istoty zwane moro, zbliżone do ludzi). Oprócz nowoczesnej medycyny ceni się rodzime obrzędy i zabiegi lecznicze. Jeszcze pod koniec XX wieku w trudno dostępnej wsi Tubo zachowały się pewne przedislamskie zwyczaje, które zanikły w innych częściach wyspy.

## Gospodarka i społeczeństwo
Współczesna gospodarka opiera się na produkcji kopry. Rozwinęli rolnictwo (ryż, bataty, maniok), wydobycie sago i rybołówstwo. Wykształcili tradycje morskie i żeglarskie. Podstawowe składniki diety wśród mieszkańców wsi to maniok i kukurydza, pewne znaczenie mają też banany, kolokazja i słodkie ziemniaki. Warzywa i mięso (z wyjątkiem ryb) spożywa się sporadycznie. Dawniej zasadniczą rolę odgrywało sago, które było sprowadzane z zewnątrz. Rola ryżu jest ograniczona. Na wsi hoduje się też drób, kozy i inne zwierzęta.
Wsie na wyspie Ternate liczą od 200 do 5 tys. mieszkańców. Rdzennie występował system soa, czyli patrylinearnych jednostek pokrewieństwa. Terytorialne społeczności wiejskie składają się z małych rodzin. Lokalizacja małżeństwa różna – współmałżonkowie zamieszkują u rodziców żony lub męża (rzadziej). Zdarza się poligynia. Istnieje tradycja małżeństw aranżowanych, dzisiaj rzadziej praktykowana. W mieście Ternate wielu pracuje w administracji i handlu.
Długą tradycję ma uprawa przypraw korzennych, która przyciągnęła na wyspę przybyszy z różnych części świata, m.in. Chin i Europy. W czasach historycznych państwo Ternate było potęgą polityczną oraz czołowym producentem goździków. W okresie kolonialnym wyspa stanowiła regionalną siedzibę administracji holenderskiej i w niepodległej Indonezji pozostaje głównym ośrodkiem polityczno-ekonomicznym północnych Moluków. W populacji wyspy przeważający udział ma ludność napływowa. Znaczące grupy migrantów to m.in. Tobelo, Ambończycy, ludność Manado i Sangir.